# Zdeněk Pěkný
Zdeněk Pěkný, född 25 november 2001 i Jablonec nad Nisou, är en tjeckisk rodelåkare.

## Karriär
Pěkný tävlade för Tjeckien vid olympiska vinterspelen 2022 i Peking, där han slutade på 16:e plats tillsammans med Filip Vejdělek i dubbel. Pěkný var även en del av Tjeckiens lag tillsammans med Anna Čežíková, Michael Lejsek och Filip Vejdělek som slutade på 10:e plats i lagstafetten.